# Rondeletia linearisepala
Rondeletia linearisepala är en måreväxtart som beskrevs av Brother Alain. Rondeletia linearisepala ingår i släktet Rondeletia och familjen måreväxter. Inga underarter finns listade i Catalogue of Life.